# Кениц
Кениц је град у средишњој Швајцарској. Кениц је четврти по величини град у оквиру Кантона Берн, али је суштински предграђе главног града кантона и целе Швајцарске, Берна. Кениц је и највеће предграђе у држави.

## Природне одлике
Кениц се налази у средишњем делу Швајцарске. Од најближег већег града, Берна град је удаљен 4 км јужно, па је градско предграђе.
Рељеф: Кениц је смештен у северној подгорини Алпа, на месту где они прелазе у Швајцарску висораван. Град се налази на у брдском подручју, на приближно 570 метара надморске висине.
Клима: Клима у Кеницу је умерено континентална са оштријим одликама због надморске висине и окружености Алпима.
Воде: На подручју Кеница постоји више мањих потока, који се уливају у оближњу реку Ар.

## Историја
Подручје Кеница је било насељено још у време праисторије (Келти) и Старог Рима, али није имало изразитији значај.
Насеље под данашњим називом први пут се јавља 1011. године.
Током 19. века Кениц се почиње полако развијати и јачати привредно под утицајем оближњег Берна. Ово благостање се задржало до дан-данас.

## Становништво
2010. године Кениц је имао око 39.000 становника. Од тог броја 15,5% су страни држављани.
Језик: Швајцарски Немци чине већину града и немачки језик је преовлађује у граду (87,3%). Међутим, градско становништво је током протеклих неколико деценија постало веома шаролико, па се на улицама града чују бројни други језици. Тако се данас ту могу чути и француски (2,7%), италијански (2,2%) и други језици.
Вероисповест: Месно становништво је од 15. века протестантске вере. Међутим, последњих деценија у граду се знатно повећао удео других вера. И данас су грађани већином протестанти (58,1%), али ту живе и мањински римокатолици (19,7%), атеисти (9,7%), муслимани (2,6%) и православци (1,0%).

## Галерија слика
- Најстарија кућа у Кеницу
- Поглед на насеље у оквиру Кеница
- Детаљ из средишта насеља
- Предео око Кеница